# Ķīpsala
Ķīpsala est un voisinage du district de Kurzeme à Riga en Lettonie.

## Géographie
Ķipsala, anciennement appelé île Žagari, est un quartier de la ville de Riga et une île située sur la rive gauche du fleuve Daugava.
Ķīpsala est séparée de la rive gauche par le Zunds, et Āzene dans la partie sud-ouest de l'île.
La longueur de l'île est d'environ 2,7 km et la largeur est d'environ 500 mètres, sa superficie est d'environ 1 km2.
L'altitude moyenne de l'île est d'environ 3 à 5 mètres au-dessus du niveau de l'eau de la Daugava.
La partie la plus haute de l'île se trouve du côté du barrage de Ballast, tandis que la partie la plus basse de l'île est la partie ouest de Ķipsala.
Īpsala se compose principalement d'une couche de 8 à 15 mètres d'épaisseur de dépôts alluviaux de sable avec des couches intermédiaires de sable limoneux. Du gravier dans la partie inférieure, et du sable limoneux le long du Zunds et de la dolomite du Dévonien forment sa base.
Les rues principales de Ķīpsala sont les rues Krišjāņa Valdemāra iela, Krišjāņa Valdemāra iela, Āzenes iela, Ķīpsalas iela, Zvejnieku iela, Matrožu iela, Ogļu iela et Balasta dambis.

## Transports
- Bus: 	 13. 30. 37. 41. 53. 57.
- Trolleybus:	5. 12. 25.